# Circuito cittadino di Montréal
Il CIrcuito cittadino di Montréal è un circuito cittadino temporaneo situato a Montréal, in Canada. È stato utilizzato dalle monoposto di Formula E per l'E-Prix di Montréal, che è stato l'ultimo appuntamento della stagione di Formula E 2016-2017.

## Tracciato
La pista è lunga 2,75 chilometri e presenta 14 curve. Si trova nella zona sud-orientale della città, vicino alla torre della CBC e al Ponte Jacques Cartier. Il tracciato presenta nella sua sezione iniziale una serie di curve a 90 gradi, seguite da sezioni con curve da percorrere a bassa velocità, che portano al rettilineo di partenza, interrotto da una chicane.